# カステルヌオーヴォ・ランゴーネ
カステルヌオーヴォ・ランゴーネ（伊: Castelnuovo Rangone）は、イタリア共和国エミリア＝ロマーニャ州モデナ県にある、人口約15,000人の基礎自治体（コムーネ）。

## 地理

### 位置・広がり

#### 隣接コムーネ
隣接するコムーネは以下の通り。
- カステルヴェトロ・ディ・モーデナ
- フォルミージネ
- モーデナ
- スピランベルト

### 気候分類・地震分類
カステルヌオーヴォ・ランゴーネにおけるイタリアの気候分類 (it) および度日は、zona E, 2317 GGである。
また、イタリアの地震リスク階級 (it) では、zona 3 (sismicità bassa) に分類される。

## 行政

### 分離集落
カステルヌオーヴォ・ランゴーネには、以下の分離集落（フラツィオーネ）がある。
- Balugola, Cavidole, Montale Rangone, San Lorenzo, Settecani e varie località: Ca' Bergomi, Gualinga, Castello, Oratorio di Sant'Anna, Santa Lucia

## 姉妹都市
- Suhr、スイス
- Auriol、フランス